# Trevor Barber
Richard Trevor Barber (Otaki, Wellington, Nueva Zelanda, 3 de junio de 1925—7 de agosto de 2015) fue un jugador de críquet  que jugó el test cricket en 1956, contra la Selección de críquet de Indias Occidentales en Wellington.
Un bateador medio, Barber jugó con Wellington entre 1945 y 1946 y entre 1958 y 1959 y con el Distrito Central entre 1959 y 1960. Anotó 117, la única del siglo, contra Otago. Fue capitán de Wellington en las temporadas 1950—1951, 1951—1952, 1955—1956 y 1957—1958, y de Distrito Central en la temporada 1959—1960. Wellington ganó el Escudo bajo su capitanía en la temporada 1956—1957.
Tras la muerte de Sammy Guillén el 1 de marzo de 2013 se convirtió en el jugador de críquet de Nueva Zelanda con más edad. Tras su muerte, el 7 de agosto de 2015, John Richard Reid se convirtió en el jugador de críquet de Nueva Zelanda con más edad.